# Plemićke grobnice u Dalmaciji
U vremenu 15. i 16. stoljeća na području Hrvatske moguće je govoriti o maloj zastupljenosti monumentalnih kiparskih ostvarenja, no primjeri grobne skulpture svakako se mogu izdvojiti kao najbrojniji. Poneki spomenici kao grobnice obitelji Sobota i stonskog biskupa Gučetića predstavljaju jedna od najreprezentativnijih ostvarenja grobne plemićke skulpture. Takav tip nesvetačkih grobnica je stekao posebno mjesto u sveukupnoj hrvatskoj grobnoj skulpturi svojom specifičnom tipologijom i smještajem unutar sakralnog prostora kojim se izdvaja od svetačkih primjera. 

## Renesansna nadgrobna plastika
Rana renesansa ostavila je vrlo malo velikih kiparskih narudžbi čak i na području Dubrovnika koji se smatra središtem umjetničke proizvodnje čitave Hrvatske. Kao razlog toj pojavi svakako se može navesti prisutnost mletačke vlasti u dalmatinskim gradovima koja je uklanjala javne spomenike i spomen-ploče. Kao rezultat toga, proizvodnja skulpture toga vremena može se vezati isključivo uz arhitekturu ili grobnu plastiku. Tijekom renesanse je, kao i srednjem vijeku, Crkva imala vodeću ulogu naručitelja umjetničkih djela tako da je količina crkvenih narudžbi znatno veća od svjetovnih. Kao iznimku moguće je navesti jedino Dubrovnik s većim brojem privatnih i državnih narudžbi iako su i ta ostvarenja prožeta vjerskom simbolikom. Rjeđa pojava svjetovne skulpture može se objasniti nespremnošću naručitelja da humanističke tendencije 15. i 16. stoljeća prenesu na polje kiparstva i slikarstva. Također lošije imovinsko stanje naručitelja onemogućilo je nabavu luksuznijih proizvoda za osobne ili javne potrebe.
Još od vremena kasnog srednjeg vijeka na podovima i zidovima crkava i klaustara samostana javlja se veliki broj grobnih spomenika svjetovnih i crkvenih velikodostojnika. U vremenu rane renesanse i humanizma, s pojavom sve naglašenije težnje za održavanjem memorije pokojnika njihov broj se povećava i najmonumentalnija kiparska ostvarenja rane renesanse predstavljaju upravo grobni spomenici. Grobnice predstavljaju ne samo arhitekturu za vječni počinak, već su i reprezentativni pokazatelj važnosti i moći pokojnika te njegove obitelji. Takve grobnice mogli su si priuštiti samo najbogatiji pripadnici društva. S kasnim srednjih vijekom javlja se praksa verističkog prikaza tijela pokojnika. Takav tip gisanta služi za održavanje fizičke uspomene na pokojnika i predstavlja njegovu trajnu prisutnost u crkvi, ali je i simbolički prikaz obreda koji se nakon smrti obavljaju pred pokojnikovim tijelom. Pojavom renesanse u 15. stoljeću dolazi do trenda obnove antičkih modela što rezultira i stvaranjem al' antica tipova grobnih spomenika kao što su mauzoleji, sarkofazi i nadgrobne ploče s narativnim, simboličkim i dekorativnim reljefima. Na području hrvatske jadranske obale najbrojniji naručitelji takvih grobnica su biskupi za razliku od sjeverne Hrvatske gdje su najbrojnije nadgrobne ploče feudalnih naručitelja.

## Grobnica Petra Gučetića u Dubrovniku
U dubrovačkom samostanu sv. Dominika se od 1286. godine u dokumentima spominje uloga klaustra kao mjesta za ukapanje s nizom grobnih natpisa u zidovima i grobnim komorama ukopanim u podu. U samostanu je sačuvana jedna od najmonumantalnijih grobnica biskupa dominikanca iz vremena renesanse. Radi se o grobnici stonskog biskupa Petra Gučetića-Dragojevića (1493 – 1564.) iz 1563. godine nepoznatog autora. Grobnica se prvotno nalazila u samostanskoj crkvi, a danas se nalazi u samostanskoj dvorani pokraj sakristije. Renesansna, odnosno maniristička grobnica je u obliku sarkofaga s likom pokojnika u visokom reljefu na poklopcu položenom u niši. Takav tip grobnice srednjovjekovnog je karaktera, ali u renesansi dobiva jasne renesansne al' antica dekorativne elemente. Na području jadranske Hrvatske takav tip grobnice rezerviran je isključivo za biskupe. Kvaliteta izrade grobnice Petra Gučetića upućuje na rad osrednjih domaćih kipara koji su usvojili, ali pojednostavili naučeni renesansni stil.
Grobnica se sastoji od sarkofaga s poklopcem umetnutog u plitki arkosolij uokviren reljefno dekoriranim pilastrima koje zatvara segmentni luk. Za okvir same grobnice jasno su korišteni klasični arhitektonski elementi kao što su pilastri i gređe dekorirani jednostavnim vegetabilnim motivima. Na sredini luka nalazi se grb obitelji Gučetić. Prednja i jedina vidljiva strana sarkofaza ispunjena je razvučenim svitkom ispunjenim natpisom. Poklopac sarkofaga predstavlja nagnutu ploču na kojoj je u punoj veličini prikazan biskupov lik u visokom reljefu sa svim biskupskim atributima kao što su mitra, biskupske rukavice rukavice i pastoral. Tipologija grobnice biskupa Gučetića predstavlja zastupljeniji tip grobnice na hrvatskoj obali koji se može pratiti i na primjerima najreprezentativnijih svetačkih grobnica kao što su grobnica sv. Šimuna u Zadru ili blaženika kao što su Ivan u Trogiru i Arnir u Splitu.

## Grobnica obitelji Sobota u Trogiru
Monumentalna grobnica obitelji Sobota, iako ne pripada članu crkvenog klera već trogirskoj plemićkoj obitelji, predstavlja najveći i najreprezentativniji primjer grobnih spomenika na hrvatskoj obali. Grobnica je djelo Nikole Firentinca koje je 1469. godine naručila trogirska plemkinja Katarina Subotć za svog supruga Ivana, trogirskog pravnika i humanista, te sina Šimuna. Nalazi se na južnom zidu crkve sv. Dominika u Trogiru. Tip grobnice ima jasan uzor u firentinskim nadgrobnim spomenicima renesanse u monumentalnim zidnim nišama sa sarkofagom u sredini koji je kao grobni tip vrlo rijedak za Dalmaciju i predstavlja "provincijsku redukciju firentinskih grobnica".
Grobnica je u niši pravokutna presjeka s polukružnim završetkom odignuta od poda stojeći na dvije konzole. Masivan okvir sastoji se od jasnih klasičnih arhitektonskih elemenata dekoriranih al' antica. Na monumentalnim bazama položeni su pilastri s uklesanim vitkim kandelabrima u plitkom reljefu koji su jasno prepoznatljiv potpis Nikole Firentinca. Na gređe pilastara nadovezuje se zaključni polukružni luk složen od tri trake na čijem vrhu stoji lik Krista djeteta koje u lijevoj ruci drži kuglu, a desnom blagoslivlja. U samoj niši na leđima dva lava nalazi se jednostavan sarkofag s ukrašenom samo prednjom stranom na kojoj dva putta razvijaju svitak. Natpis na svitku svjedoči o tragičnoj smrti Ivana Sobote i sina Šimuna. Sarkofag nije gisant tipa i nema prikaz pokojnika već ravan poklopac. Iznad sarkofaga u zidu je uklesan reljefni grb obitelji Sobota s medvjedom u osmokrakoj zvijezdi i oko njega raspoređene rimske brojke MCCCC/LXVIIII koje predstavljaju godinu smrti pokojnika. U luneti ispod kasetiranog svoda nalazi se reljef Oplakivanja s osam pokrenutih likova i flankiran s dva kandelabra. 
Prilikom istraživanja ovog spomenika brojni autori bavili su se pitanjem potpunog autorstva Firentinca na grobnici. Iako prevladava mišljenje kako je najnadareniji kipar 15. stoljeća na našoj obali autor nacrta za spomenik, mnogi stručnjaci se bave pitanjem njegovih suradnika kao mogućih autora pojedinih likova grobnice. Kruno Prijatelj kao Firentinčeva suradnika vidi Ivana Duknovića kojemu pripisuje izvedbu desnog lava ispod sarkofaga i to iz vremena njegova prvog boravka u Trogiru nakon školovanja u Rimu gdje je razvio osjećaj za klasično oblikovanje. Njegove tvrdnje opovrgava A. Markham Schulz koja u izvedbi upravo te skulpture vidi jedini Firentinčev vlastoručan rad na spomeniku i navodi sličnost s radovima Firentinca na trogirskoj katedrali. Razliku u kvaliteti izvedbe lavova uvidio je i C. Fisković koji potvrđuje teoriju Schultzove i navodi kako je autor drugog lava "lošije" kvalitete Andrija Aleši. Kao siguran rad Firentinca navodi se središnji reljef Oplakivanja koji predstavlja varijantu njegova reljefa s grobnice Cipiko u Trogiru iz približno istih godina rađen pod utjecajem Donatellovskih reljefa iz bazilike sv. Antuna u Padovi i crkvi sv. Petra u Rimu.
Grobni spomenik obitelji Sobota tipološki je vrlo rijedak primjer na području Hrvatske, a preuzet je iz renesansnih nadgrobnih spomenika Firenze. Specifičnost pimjera očituje se i u konstrukciji sarkofaga kod kojeg autor odustaje od gisant tipa uobičajenog za kasni srednji vijek i ranu renesansu. Svojom monumentalnošću i reprezentativnošću svakako se izdvaja kao poseban primjer hrvatske grobne skulpture